# Henry Hébrard de Villeneuve
Henry (ou Henri) Hébrard de Villeneuve est un homme politique, jurisconsulte et escrimeur français, né à Riom le 11 septembre 1848 et mort dans le 8e arrondissement de Paris le 22 mai 1925. Il fut Vice-président du Conseil d'État de 1919 à 1923.

## Biographie
Fils de Camille-Étienne Hébrard de Villeneuve, maire de Pessat-Villeneuve, et petit-fils de Nicolas François de Chamerlat des Guérins, maire de Riom, il suivit ses études classiques dans sa ville natale, puis des études de droit à Paris.
Pendant la guerre de 1870, il participe aux opérations des armées de l'Est et de la Loire en tant que lieutenant-adjudant-major au 32e régiment de mobiles du Puy-de-Dôme. En 1873, il entre au Conseil d'État, dont il est auditeur en 1874 et maître des requêtes en 1879. Il est le président de plusieurs commissions et l'auteur de plusieurs rapports sur les chambres de commerce, l'instruction primaire et l'assistance publique. Il est nommé conseiller d'État en 1895, président de l'Office national des pupilles de la nation en 1917, vice-président du Conseil d'État en 1919, puis président honoraire. 
Il est élu membre de l'Académie des sciences morales et politiques en 1920.
Élève de l'escrimeur Jean-Baptiste Mimiague et tireur réputé, il fonde en 1882 la Société d'encouragement à l'escrime, puis en 1906 la Fédération nationale des sociétés d'escrime et salles d'armes de France, devenue plus tard la Fédération française d'escrime. En 1894, il publie un ouvrage sur l'escrime intitulé Propos d'épée, 1882-1894. Il organise les tournois internationaux d'escrime en 1896 et 1897 et préside la section d'escrime de l'Exposition universelle de 1900. Il est membre du Comité international olympique de 1900 à 1911. Il a été Président de l'Académie des sports.
Il fut président de la Conférence Molé, vice-président du Musée social.
Il a été grand officier de la Légion d'honneur, officier de l'Instruction publique.
Une fondation de l'Académie des sciences morales et politiques porte son nom.

## Décorations
Grand officier de la Légion d'honneur : 1922

## Publications
- Ad legem Juliam de adulteriis coercendis (Dig. 48,5) Du désaveu de paternité... (1869)
- Propos d'épée 1882-1894, Paris, A. Lahure, 1894, 211 p. (lire en ligne)
- Silhouettes d'escrimeurs. Cent dessins de F. Séguin (1901)
- Conseil supérieur de l'assistance publique. La représentation des pauvres et l'administration des établissements d'assistance (1901)
- La Mutualité et les retraites ouvrières... rapport présenté à la section des assurances sociales du Musée social (1909)
- L'assistance aux étrangers au Congrès de Copenhague (1910)
- Rapport général sur le régime légal et fiscal des associations de bienfaisance (1913)
- La France de demain (1915)
- Les grandes questions de demain (1915)
- Commission supérieure chargée de la revision générale de l'évaluation des dommages résultant de faits de guerre (1915)
- Notice sur la vie et les travaux de M. le baron Alphonse de Courcel (1921)
- Rapport présenté au Président de la République sur les travaux de l'Office ... pendant l'année (1923)
- Commission supérieure chargée de la révision générale de l'évaluation des dommages résultant de faits de guerre. Rapport général sur les méthodes d'évaluation des dommages

## Sources
- C.-E. Curinier, Dictionnaire national des contemporains, vol. IV, 1899-1919, p. 292
- Hébrard de Villeneuve. Auvergne et Bourbonnais. Seigneurs de Confolent, de Montespedon, de Montbit, de Villeneuve etc, 1886